# Интеграция приложений предприятия
Интеграция приложений предприятия (Enterprise Application Integration, EAI) — это технологии и приложения, задача которых - вовлечь несколько приложений, используемых в одной организации, в единый процесс и осуществлять преобразование форматов данных между ними.
Необходимость в интеграции приложений обычно возникает, если информационные системы разработаны различными производителями. А также если количество информационных систем достаточно велико, так что осуществлять интеграцию между каждой парой из них ресурсозатратно.

## ПроектыDSL
- Guaraná DSL